# Deuteronomos magnaria
Deuteronomos magnaria là một loài bướm đêm trong họ Geometridae.